# Rescaldina
Rescaldina település Olaszországban, Lombardia régióban, Milánó megyében. Lakosainak száma 14 204 fő (2023. január 1.). Rescaldina Cerro Maggiore, Cislago, Gorla Minore, Legnano, Marnate, Uboldo, Castellanza és Gerenzano községekkel határos.

## Népesség
A település lakossága az elmúlt években az alábbi módon változott:
| Lakosok száma | 14 200 | 14 132 | 14 185 | 14 204 |
|               | 2013   | 2017   | 2018   | 2023   |